# Saint-Christophe-la-Couperie
Saint-Christophe-la-Couperie là một xã thuộc tỉnh Maine-et-Loire trong vùng Pays de la Loire phía tây nước Pháp. Xã này nằm ở khu vực có độ cao trung bình 104 mét trên mực nước biển.